# Campeonato Europeo de Rugby League 1952/53
El Campeonato Europeo de Rugby League de 1952/53 fue la decimotercera edición del principal torneo europeo de Rugby League.

## Equipos
- Francia
- Gales
- Inglaterra
- Otras Nacionalidades (Selección formada por jugadores de Australia, Fiyi, Irlanda, Nueva Zelanda y Sudáfrica).

## Posiciones
| Equipo               | Encuentros | Encuentros | Encuentros | Encuentros | Tantos  | Tantos    | Tantos     | Puntos |
| Equipo               | jugados    | ganados    | empatados  | perdidos   | a favor | en contra | diferencia | Puntos |
| -------------------- | ---------- | ---------- | ---------- | ---------- | ------- | --------- | ---------- | ------ |
| Otras Nacionalidades | 3          | 2          | 0          | 1          | 76      | 40        | +36        | 4      |
| Gales                | 3          | 2          | 0          | 1          | 58      | 51        | +7         | 4      |
| Inglaterra           | 3          | 2          | 0          | 1          | 46      | 52        | -6         | 4      |
| Francia              | 3          | 0          | 0          | 3          | 39      | 66        | -27        | 0      |

Nota: Se otorgan 2 puntos al equipo que gane un partido, 1 al que empate y 0 al que pierda.
|  | Campeón |

## Resultados
| 17 de septiembre de 1952 | Inglaterra | 19 - 8 | Gales |  |  |

| 18 de octubre de 1952 | Otras Nacionalidades | 31 - 12 | Inglaterra |  |  |

| 25 de octubre de 1952 | Gales | 22 - 16 | Francia |  |  |

| 23 de noviembre de 1952 | Francia | 10 - 29 | Otras Nacionalidades |  |  |

| 11 de abril de 1953 | Francia | 13 - 15 | Inglaterra |  |  |

| 15 de abril de 1953 | Gales | 18 - 16 | Otras Nacionalidades |  |  |

| Campeón Otras Nacionalidades |
| Primer título                |